# خواجه نصیرالدین طوسی
ابوجعفر محمد بن محمد بن حسن طوسی (۵۷۹–۶۷۲ ه) (۱۲۰۱–۱۲۷۴ م) شاعر، همه‌چیزدان، فیلسوف، متکلم، فقیه، ستاره‌شناس، اندیشمند، ریاضیدان، منجم، پزشک و معمار ایرانی بود. کنیه‌اش «ابوجعفر» و به القابی چون «نصیرالدین»، «محقق طوسی»، «استاد البشر» و «خواجه» شهرت دارد. ابن خلدون (۱۴۰۶–۱۳۳۲ م) او و فخرالدین رازی را بزرگ‌ترین دانشمندان ایران دانسته است.

## فعالیت‌های علمی

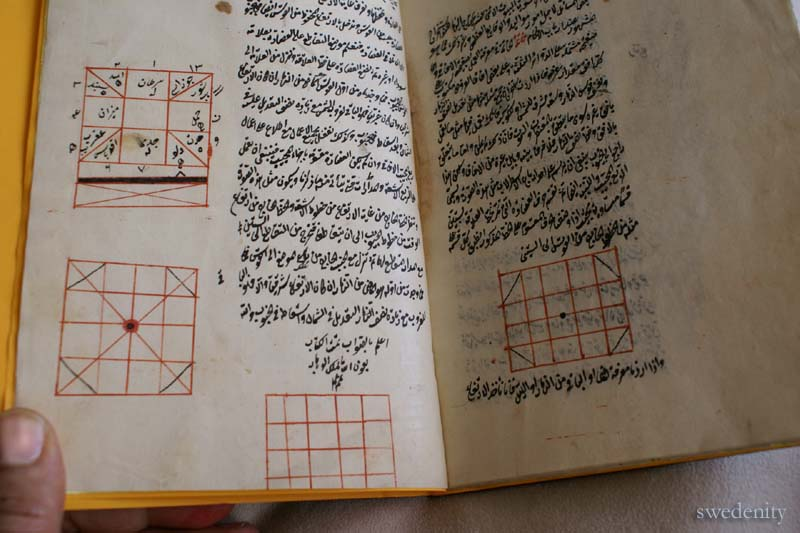
رساله‌ای در باب اسطرلاب از خواجه نصیر، اصفهان ۸۸۴ خورشیدی

- سنت فلسفه مشایی را که پس از ابن سینا در ایران رو به افول گذاشته بود، بار دیگر احیا کرد.
- مجموعه آرا و دیدگاه‌های کلامی شیعه را در کتاب تجرید الاعتقاد گرد آورد.
- رصدخانه مراغه را ساخت.
- جداول بسیار دقیق از حرکت سیاره‌ای ایجاد کرد، که یک مدل سیاره‌ای به روز شده و انتقاداتی از نجوم بطلمیوسی بود.[۱۴]
- در کنار رصدخانه مراغه کتابخانه‌ای با حدود چهل هزار کتاب ایجاد کرد.[۱۵]
- مثلثات را به عنوان یک شاخه ریاضی به‌عنوان یک علم مطرح کرد.[۱۶][۱۷][۱۸][۱۹]
- با پرورش شاگردانی همچون قطب الدین شیرازی و گردآوری دانشمندان ایرانی عامل انتقال تمدن و دانش‌های ایران پیش از مغول به آیندگان شد.[۲۰]
- شواهدی وجود دارد که نشان می‌دهد او بر نظریه خورشید مرکزی کوپرنیک تأثیر داشته است.[۲۱][۲۲][۲۳][۲۴][۲۵][۲۶]

## زندگی
وی علوم دینی و عقلی را زیر نظر پدرش و منطق و حکمت طبیعی را نزد دایی‌اش آموخت. تحصیلاتش را در نیشابور به پایان رساند و در آنجا به عنوان دانشمندی برجسته آوازه یافت.
در زمان حمله مغول به ایران نزد ناصرالدین محتشم قهستان در قلعه کوه قاین، به کارهای علمی مشغول شد و اخلاق ناصری را نوشت. پس از مدتی به نزد اسماعیلیان در دژ الموت نقل مکان کرد. پس از یورش مغول و پایان یافتن فرمانروایی اسماعیلیان (۶۳۵ ه‍.خ) هلاکوخان، نصیرالدین را مشاور و وزیر خود ساخت و وی نزد هلاکوخان در مراغه بود. و او را در تسخیر بغداد و سرنگونی عباسیان یاری داد.
زادگاه و تولد
دربارهٔ زادگاه خواجه نصیرالدین طوسی اختلاف است بعضی کتاب‌ها و منابع پدر وی را «وجیه الدین محمد بن حسن» از بزرگان و دانشوران قم می‌دانند اما در بعضی منابع پدر او را زاده روستای جهرود، قم می‌دانند که به همراه خانواده برای زیارت امام هشتم شیعیان به مشهد عازم می‌شود و پس از زیارت، در هنگام بازگشت به علت بیماری همسرش، در یکی از محله‌های شهر توس مستقر می‌شود؛ و پس از چندی به درخواست اهالی محل علاوه بر اقامهٔ نماز جماعت در مسجد، به تدریس در مدرسه علمیّه مشغول می‌گردد. خواجه نصیر طوسی در ایام اقامت پدر در آنجا در پانزدهم جمادی‌الاول سال ۵۹۸ ق، متولد گردید؛ و پدرش با یاد دادن قرآن کریم به او، او را «محمد» نامید.
تحصیل و استادان

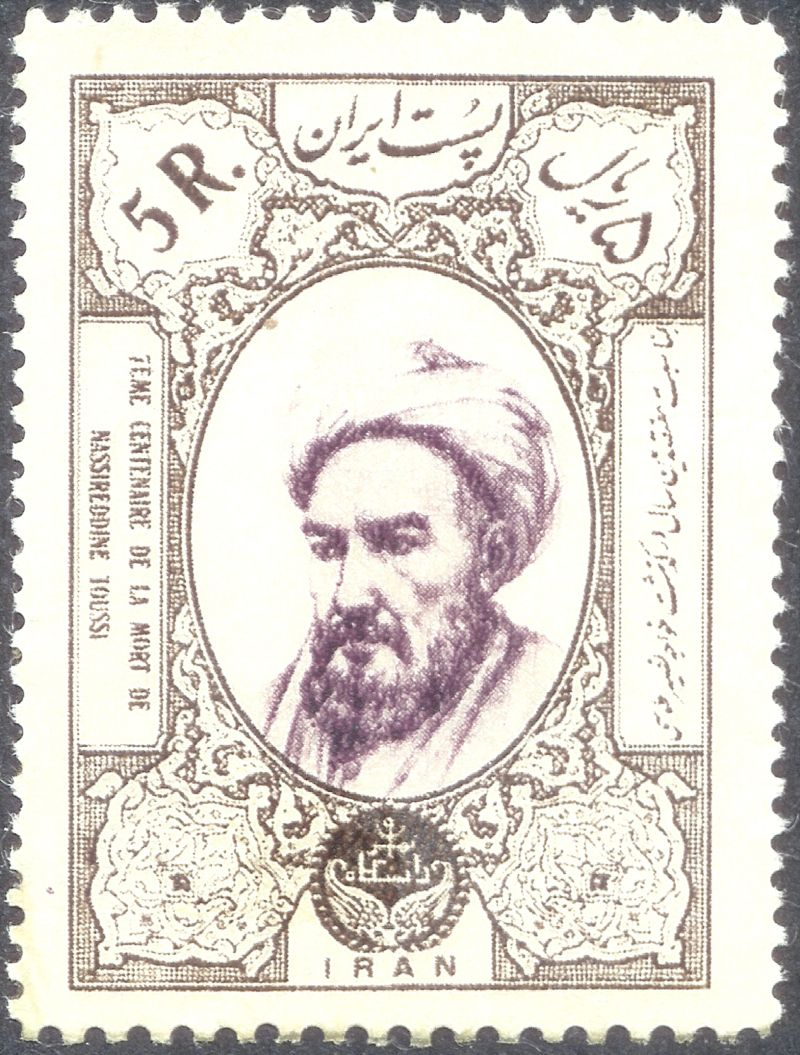
تمبری به فراخور هفتصدمین سالگرد درگذشت خواجه نصیر طوسی. روز پنج اسفند در ایران روز بزرگداشت خواجه نصیر طوسی و روز مهندس نام‌گذاری شده است.

روزهای کودکی و نوجوانی خواجه توسی در شهر توس سپری شد. وی در این روزها پس از خواندن و نوشتن، قرائت قرآن، قواعد زبان عربی و فارسی، معانی و بیان و حدیث را نزد پدر خویش آموخت. پس از آن به توصیه پدر، نزد دایی‌اش «نورالدین علی بن محمد شیعی» که از دانشمندان نامور در ریاضیات، حکمت و منطق بود، به فراگیری آن علوم پرداخت. سپس با راهنمایی پدر در محضر «کمال الدین محمد حاسب» که از دانشوران نامی در ریاضیات بود، به تحصیل پرداخت اما هنوز چند ماهی نگذشته بود که استاد آهنگ سفر کرد و آورده‌اند که وی به پدر او چنین گفت: من آنچه می‌دانستم به او (خواجه نصیر) آموختم و اکنون سؤالهایی می‌کند که گاه پاسخش را نمی‌دانم!
پس از چندی دایی پدرش «نصیرالدین عبدالله بن حمزه» که تبحر ویژه‌ای در علوم رجال، درایه و حدیث داشت، به توس آمد و خواجه در نزد او به کسب علوم پرداخت. گرچه او موفق به فراگیری مطالب جدیدی از استاد نشد، اما هوش و استعداد وافرش شگفتی و تعجب استاد را برانگیخت به گونه‌ای که به او توصیه کرد تا به منظور استفاده‌های علمی بیشتر به نیشابور مهاجرت کند. او در شهر توس و به دست استادش «نصیر الدین عبدالله بن حمزه» لباس عالمان دین را بر تن کرد و از آن پس به لقب «نصیرالدین» از سوی استاد مفتخر شد.
خواجه سپس به نیشابور پای نهاد و به توصیه دایی پدر به مدرسه سراجیه رفت و مدت یک سال نزد سراج الدین قمری که از استادان بزرگ درس خارج فقه و اصول در آن مدرسه بود، به تحصیل پرداخت. سپس در محضر استاد فریدالدین داماد نیشابوری - از شاگردان امام فخر رازی - کتاب «اشارات ابن سینا» را فرا گرفت. پس از مباحثات علمی متعدد فرید الدین با خواجه، علاقه و استعداد فوق العادة خواجه نسبت به دانش اندوزی نمایان شد و فریدالدین او را به یکی دیگر از شاگردان فخر رازی معرفی کرد و بدین ترتیب نصیرالدین طوسی توانست کتاب «قانون ابن سینا» را نزد «قطب الدین مصری شافعی» به خوبی بیاموزد. وی علاوه بر کتابهای فوق از محضر عارف معروف آن دیار «عطار نیشابوری» (متوفی ۶۲۷ ه‍.ق) نیز بهره‌مند شد.
خواجه که در آن حال صاحب علوم ارزشمندی گشته و همواره به دنبال کسب علوم و فنون بیشتر بود، پس از تحصیل در نزد دانشمندان نیشابور به ری شتافت و با دانشور بزرگی به نام برهان الدین محمد بن محمد بن علی الحمدانی قزوینی آشنا گشت. او سپس قصد سفر به اصفهان کرد امّا در بین راه، پس از آشنایی با «میثم بن علی میثم بحرانی» به دعوت او و به منظور استفاده از درس خواجه ابوالسعادات اسعد بن عبدالقادر بن اسعد اصفهانی به شهر قم رو کرد.
توسی پس از قم به اصفهان و از آنجا به عراق رفت. او علم «فقه» را از محضر «معین الدین سالم بن بدران مصری مازنی» (از شاگردان ابن ادریس حلی و ابن زهره حلبی) فرا گرفت؛ و این شخصیت را استاد برتر خواجه نصیر دانسته‌اند. خواجه در سال ۶۱۹ ه‍.ق از استاد خود اجازهٔ نقل روایت دریافت کرد. آن گونه که نوشته‌اند خواجه مدت زمانی از «علامه حلی» فقه و علامه نیز در مقابل، درس حکمت نزد خواجه آموخته است.
«کمال الدین موصلی» ساکن شهر موصل (عراق) از دیگر دانشمندانی بود که علم نجوم و ریاضی به خواجه آموخت و بدین ترتیب پژوهش‌گر توسی دوران تحصیل را پشت سر نهاده، پس از سال‌ها دوری از وطن و خانواده، قصد عزیمت به خراسان کرد.

## خواجه طوسی در قلعه‌های اسماعیلیان

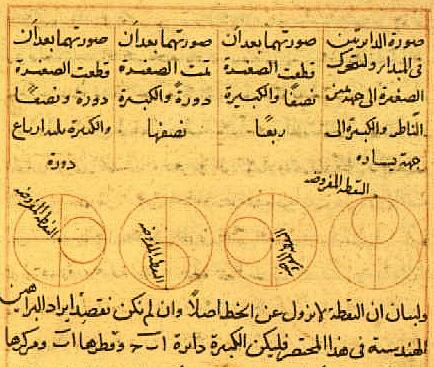
رساله‌ای در ریاضی در توضیح جفت طوسی از خواجه نصیر

اسماعیلیه فرقه‌ای از شیعیان است که به باور پیروانش اسماعیل فرزند جعفر صادق جانشین اوست. این گروه پس از مدت‌ها در سال ۴۸۳ ه‍.ق به دست حسن صباح در ایران رونقی دوباره یافتند و پس از چندی، گرایش‌های شدید سیاسی پیدا کرده، فعالیت‌های خود را گسترش دادند. قلعه الموت در حوالی قزوین پایتخت آنان بود و علاوه بر آن قلعه‌های متعدد و استواری داشتند که جایگاه امنی برای مبارزان سیاسی به‌شمار می‌رفت و دستیابی بر آن‌ها بسیار سخت بود.
خواجه نصیرالدین پس از چند ماه سکونت در قائن، به دعوت «ناصر الدین عبدالرحیم بن ابی منصور» که حاکم قلعه قهستان بود و نیز مردی فاضل و دوستدار فلاسفه بود، به همراه همسرش به قلعه اسماعیلیان دعوت شد و آزادانه و با احترام ویژه در آنجا زندگی کرد. او در مدت اقامت خود کتاب «طهارة الاعراق» نگاشت.
نصیرالدین طوسی حدود ۲۶ سال در قلعه‌های اسماعیلیه به سر برد اما در این دوران لحظه‌ای از تلاش علمی باز ننشست و کتابهای متعددی از جمله «شرح اشارات ابن سینا»، «تحریر اقلدیس»، «تولی و تبری» و «اخلاق ناصری» و چند کتاب و رسالة دیگر را تألیف کرد. کتاب روضه التسلیم و مطلوب المومنین؛ تولی و تبری، آغاز و انجام رساله ای موجز در باب اعتقادات اسماعیلی از جمله آثاری است که به فرمان امام اسماعیلی در الموت نوشته است. خواجه در پایان کتاب شرح اشارات می‌نویسد: «بیشتر مطالب آن را در چنان وضع سختی نوشته‌ام که سخت‌تر از آن ممکن نیست و بیشتر آن را در روزگار پریشانی فکر نگاشتم که هر جزئی از آن، ظرفی برای غصه و عذاب دردناک بود و پشیمانی و حسرت بزرگی همراه داشت؛ و زمانی بر من نگذشت که از چشمانم اشک نریزد و دلم پریشان نباشد و زمانی پیش نمی‌آمد که دردهایم افزون نگردد و غمهایم دو چندان نشود…»
از همکاران خواجه در الموت می‌توان به حسن محمود کاتب یا حسن صلاح منشی اشاره کرد که همراه خواجه از قهستان به الموت آمده بود وی در طول روز آنچه را که خواجه تدریس می‌کرد مکتوب می‌کرد و برداشت خویش را در اوقات فراغت به صورت شعر بیان کرده است. دیوان اشعار وی دیوان قائمیات نام دارد.

## خواجه طوسی و هلاکوخان مغول
از آنجا که وجود اسماعیلیان حاکمیت و قدرت سیاسی مغولان را به خطر می‌انداخت هلاکوخان در سال ۶۵۱ ه‍.ق با اعزام لشکری به قهستان آنجا را فتح کرد. حاکم قلعه پس از مشورت با خواجه نصیر، علاوه بر تسلیم کامل قلعه، از مغولان اطاعت کرد و چندی پس از آن در سال ۶۵۶ ه‍.ق دستگاه حکومت اسماعیلیان در ایران برچیده شد از این رو نزد خان مغول احترام و موقعیت ویژه‌ای یافت. برخی گفته‌اند هلاکو به جز خواجه نصیرالدین طوسی و دو پزشک دیگر، رکن الدین و همه همراهان وی را به قتل رساند و زنده‌نگه‌داشتن خواجه نصیر به دلیل آن بود که هلاکو از جایگاه علمی و فکری او مطلع بود. از آن پس خواجه نصیر الدین همراه هلاکوخان در مراغه پایتخت ایلخانان بود و بعدها نزد او مقامی بلند یافت و مورد اعتماد خان قرار گرفت؛ هلاکو بدون مشورت خواجه هیچ تصمیمی نمی‌گرفت، هیچ سفری نمی‌رفت و هیچ حکمی نمی‌داد.
دربارهٔ نقش خواجه نصیر در گشایش بغداد و کشتن واپسین خلیفه عباسی گزارش‌های متضادی در منابع تاریخی وجود دارد. برخی از نویسندگان اهل سنت و نیز پاره‌ای از نویسندگان شیعه و محققان معاصر خواجه نصیر را تشویق کننده هلاکوخان در حمله به بغداد می‌دانند. در مقابل برخی از پژوهشگران با بررسی منابع برآنند که کشتن خلیفه ارتباطی به نظر خواجه نصیرالدین نداشته و این اتهام ناشی از اختلاف شیعه و سنی است و شواهد استواری در تأیید آن وجود ندارد.
مستعصم (آخرین خلیفه عباسی) در دوران حکومت خود علاوه بر لهو و لعب، به خون‌ریزی مسلمانان پرداخت. عده‌ای از شیعیان بغداد به دست پسرش (ابوبکر) به خاک و خون کشیده شدند و اموالشان به غارت رفت.
مقام علمی و ارزش فکری نصیرالدین توسی موجب شد تا هلاکو، او را در شمار بزرگان خود دانسته، نسبت به حفظ و حراست از جان وی کوشا باشد و او را در همه سفرها به همراه خویش دارد

## تأثیرات و یادگارها

پایگاه جستجوگر گوگل، به مناسبت هشتصد و دوازدهمین سالگرد تولد خواجه نصیرالدین طوسی، تصویری از وی در تارنمای خود گذاشت.

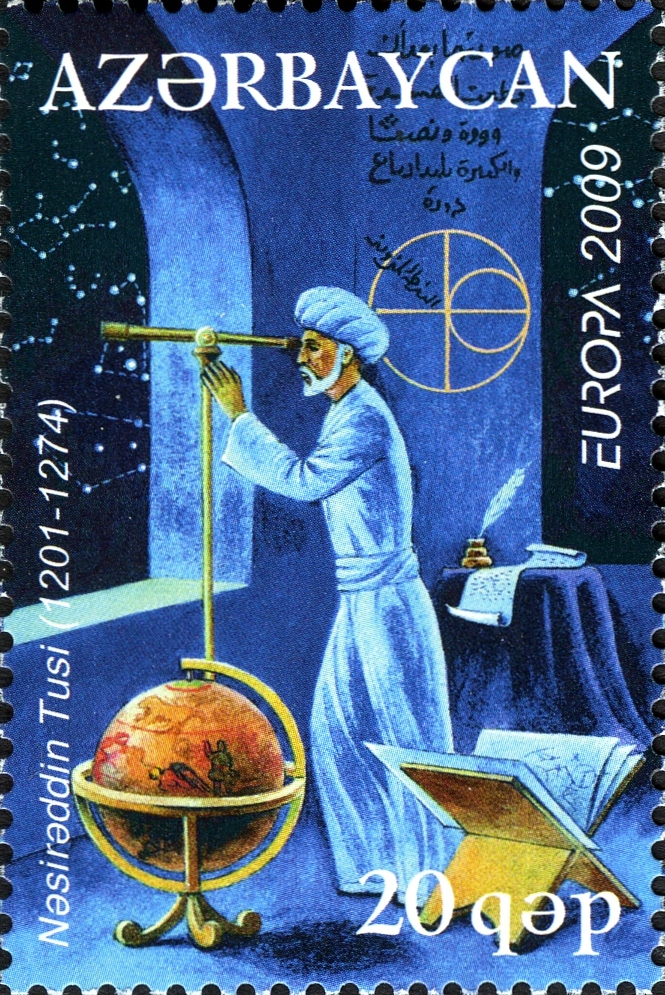
تمبر یادگار خواجه نصیرالدین طوسی در جمهوری آذربایجان منتشره در سال ۲۰۰۹ میلادی

یک دهانه آتشفشانی ۶۰ کیلومتری در نیم‌کره جنوبی ماه به نام خواجه نصیرالدین طوسی نام‌گذاری شده است. یک خرده سیاره که توسط ستاره‌شناس روسی نیکلای استفانویچ چرنیخ در ۱۹۷۹ کشف شد نیز به نام وی نامیده شده است.
دانشگاه خواجه نصیرالدین طوسی در تهران، رصدخانهٔ تبریز و رصدخانه شامخای در جمهوری آذربایجان نیز به نام او نام‌گذاری شده‌اند.
در سال ۲۰۱۳ میلادی، پایگاه جستجوگر گوگل، به مناسبت هشتصد و دوازدهمین سالگرد تولد خواجه نصیرالدین طوسی، تصویری از وی در تارنمای خود گذاشت که در کشورهای عربی قابل دسترسی بود. به گفته بی‌بی‌سی، در این عکس بر ایرانی‌تبار بودن این دانشمند تأکید شده بود که واکنش‌هایی را در کشورهایی عربی در پی داشت.
در ایران روز ۵ اسفند، سالروز تولد خواجه نصیرالدین طوسی، روز مهندسی نام‌گذاری شده است.

## فعالیت‌های شاخص علمی
فلسفه مشائی

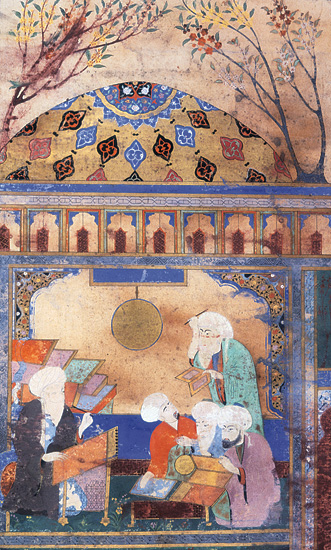
نصیرالدین طوسی در رصدخانه مراغه، ایران. کتابخانه بریتانیا. تواریخ گزیده

خواجه نصیر کوشید تا با پاسخ به انتقادات متکلمین اشعری به‌خصوص محمد غزالی و فخر رازی، از فلسفه مشائی دفاع کند و با شرح و بسط آرای فلسفی ابن سینا به آن قوتی مجدد ببخشد.
کلام شیعه
خواجه نصیر با استفاده از آرای فلسفی ابن سینا کلام شیعه را بر برهان‌های عقلی مبتنی کرد. اثر وی به نام تجرید الاعتقاد یکی از مهم‌ترین متون کلامی شیعه است که شرح‌های متعددی بر آن نگاشته شده است. کتاب تجرید العقائد یکی از نوشته‌های پرتاثیر خواجه در دانش کلام است. این کتاب سهم عمده‌ای در تحول علم کلام داشته است و به مدت چند قرن متوالی به عنوان متن معیار محسوب می‌شده است. گفته شده است که بسیاری از مکتب‌های فلسفی همچون مکتب شیراز، نوآوری‌های خویش را با توجه به متن این کتاب آشکار کرده‌اند. در مکتب فلسفی اصفهان تا اندازه‌ای این کتاب در حاشیه قرار گرفت و بیشتر به عنوان متنی کلامی ملاحظه شد. کلام فلسفی هم در میان شیعیان و هم در میان اهل سنت مورد توجه بوده است چنان‌که کتاب طوالع قاضی بیضاوی و مواقف عضدالدیم ایجی نظایر کتاب تجرید در میان اهل سنت‌اند.
مثلثات
در کتاب شکل القطاع مثلثات را برای اولین بار به عنوان دانشی مستقل معرفی کرد و آن را در پیش‌گفتار علم نجوم معرفی می‌کند و قوانین اساسی برای حل مثلثات مسطح و کروی مطرح می‌کند.
فیزیک
در کتاب تجریدالکلام دربارهٔ نور و با تکیه بر نظریهٔ ذره مطالبی را عنوان می‌کند که فوق‌العاده اهمیت دارد.
در کتاب البصائر نوشتهٔ اقلیدوس وی انتشار صوت را به امواج آب تشبیه می‌کند و به آن پرداخته است.
وی در نحوهٔ استفاده از ساعت آفتابی ابتکار جدیدی برای رصد کردن به خرج داده است که این ابتکار در علم ستاره‌شناسی ارزشمند است.
نجوم
خواجه نصیرالدین طوسی «زیج ایلخانی» را از روی رصدهای انجام‌شده در رصدخانهٔ مراغه تدوین کرده است. زیج ایلخانی سده‌ها از اعتبار خاصی در بسیاری از سرزمین‌های آن زمان -از جمله در چین- برخوردار بوده است و در سال ۱۳۵۶ میلادی، ترجمه و در اروپا منتشر شد. قدیمی‌ترین نسخهٔ این زیج در کتابخانهٔ ملی پاریس نگهداری می‌شود.

## خواجه نصرالدین طوسی و عرفان
دو کتاب «آغاز و انجام» و «اوصاف الاشراف» خواجه نصیرالدین طوسی را از نخستین آثار عرفانی شیعیان برشمرد. بیان خواجه طوسی در ابتدای آغاز و انجام، از روش و بینش و شهودات عرفانی او حکایت دارد؛ او اوصاف الاشراف را «مختصرى در بیان سیر اولیاء و روش اهل بینش بر قاعده سالكان طریقت، و طالبان حقیقت، مبنى بر قوانین عقلى و سمعى، و منبئ از دقایق نظرى و عملى كه به منزله لبّ آن صناعت و خلاصه آن فن باشد»  معرفی کرده است و در این کتاب -که از آثار عرفان شیعی محسوب می‌شود، بحث معرفت و درجات آن از معرفت تقلیدی تا برهانی و عرفانی را در آن پیش کشیده است. بخش پایانی این رساله یعنی فصل چهارم تا ششم از باب پنجم آن شامل مسائل مربوط به توحید، اتحاد و وحدت است. بیان او در فصل پنجم و ششم یعنی فصل اتحاد و فصل وحدت در اوج عرفان تدوین شده است، زیرا در این دو فصل معنای «انا الحق» و مانند آن مورد شرح عرفانی قرار گرفته‌اند؛ فصل چهارم، یعنی فصل توحید، نیز مطالب عمیق وحدت شخصی وجود را دربر دارد. او می‌گوید:
توحید یكى‏ گفتن‏ و یكى كردن باشد، و توحید به‌معنى اوّل شرط باشد در ایمان كه مبدأ معرفت بود به معنى تصدیق به آنكه خداى تعالى یكى است‏ «إِنَّمَا اللَّهُ إِلهٌ واحِدٌ»، و به معنى دوّم كمال معرفت باشد كه بعد از ایمان حاصل شود، و آن چنان بود كه هرگاه كه موقن‏ را یقین شود كه در وجود جز بارى‏تعالى و فیض او نیست، و فیض او را هم وجود به انفراد نیست، پس نظر از كثرت بریده كند و همه یكى داند و یكى بیند، پس همه را یكى كرده باشد در سرّ خود از مرتبه «وحده لا شریك له فی الإلهیة» بدان مرتبه رسیده كه «وحده لا شریك له فی الوجود» و در این مرتبه ما سوى اللّه حجاب او شود، و نظر به غیر اللّه شریك‏ مطلق شمرد و به زبان حال بگوید: «إِنِّی وَجَّهْتُ وَجْهِی لِلَّذِی فَطَرَ السَّماواتِ وَ الْأَرْضَ حَنِیفاً وَ ما أَنَا مِنَ الْمُشْرِكِینَ» 

## تأثیر خواجه در علم کلام
دو قرن پیش از خواجه، تحولات کلامی بنوعی با ابوالحسین بصری آغاز شد و فخر رازی در کتاب محصل این رویکرد را ادامه داد. ابوالحسین بصری که از شاگردان قاضی عبدالجبار معتزلی بود از پیروان بهشمی بود. بصری تحت تأثیر آموزه‌های فلسفی در برخی آموزه‌های معتزلی تجدید نظرهایی را آغاز کرد که همزمان با تدوین آثار این سینا در خراسان همراه شد. 
تأثیر نظرات فلسفی و شهرت آن‌ها بیشتر به خاطر کتب غزالی یعنی مقاصد الفلاسفه و تهافت بود که باعث شهرت آرای فلسفی ابن سینا در میان متکلمان شد. 
مکتب ابوالحسین بصری توسط یکی از شاگردانش به نام ملاحمی گسترش یافت. اندیشه‌های فخر رازی و ملاحمی و بصری تأثیر بسزایی در فلسفی شدن کلام شیعه داشتند متکلمان امامی همچون سدیدالدین حمصی نیز در اواخر سده ششم هجری با آموزه‌های بصری آشنا شدند و از وی تأثیر پذیرفتند. در واقع می‌توان گفت که خواجه با سه سنت آشنا بود. نخست سنت ابوالحسین بصری که در برخی آثار خواجه تأثیر واضحی دارد. 
دیگر سنت فلسفی ابن سینا و شارحان وی در خراسان قرار داشت؛ و سنت رواج نظرات فخر رازی و تأثیری پذیری خواجه از وی بود. بیشتر کتب کلامی و فلسفی فخر در زمان خواجه در خراسان رایج بوده است.

## نمونه‌ای از اشعار علمی
خواجه نصرالدین برای آسان‌تر کردن علوم برای دانشجویان بعضی از مباحث علمی را به صورت شعر (نظم) بیان می‌کرد.
فرق بین دال و ذال معجم
| آنانکه به فارسی سخن می‌رانند |  | در موضع دال - ذال را ننشانند   |
| ماقبل وی ار ساکنِ جز وای بوذ |  | دال است و گرنه ذال معجم خوانند |

تشریح ۷ پردهٔ چشم و سه گونه آب که در آنهاست
| کرد آفریدگار تعالی به فضل خویش    |  | چشمت به هفت پرده و سه آب منقسم     |
| صلب و مشمیه و شبکه، زجاجیه و جلید |  | پس عنکبوت و بیض و عنب، قرن و ملتحم |

## مذهب
بر اساس آثار خواجه نصیر در مسلمان و شیعه بودن او تردیدی نیست. اما در اینکه آیا او در ادوار مختلف زندگیش شیعه امامی یا شیعه اسماعیلی بوده نزد مورخان اختلافاتی وجود دارد. از این لحاظ زندگانی خواجه را می‌توان به سه بخش تقسیم کرد.
1. او به باور اکثر تاریخ نویسان در ابتدای زندگی و قبل از پیوستن به اسماعیلیان شیعه امامی بوده است.[۵۵][۵۶][۵۷] در عین حال، عده‌ای این احتمال را که او در یک خانواده شیعی اسماعیلی به دنیا آمده باشد منتفی ندانسته‌اند.[۵۸]
2. خواجه بین سال‌های ۶۱۹ تا ۶۲۴ ه‍.ق به قلاع اسماعیلیه وارد شد.[۵۸][۵۹] نظر نویسندگان دربارهٔ علت ورود خواجه به قلاع مختلف است. گروهی قائلند که خواجه به اجبار، نزد اسماعیلیان رفته است،[۶۰] و در مقابل، عده‌ای برآنند که او با میل خود نزد آنان رفته و با این حال پس از اینکه تصمیم گرفت از پیش آنان برود به وی اجازه ندادند و او را محبوس کردند.[۶۱] گروهی نیز معتقدند که او در تمامی دوران حضورش در میان اسماعیلیان آزادی کامل داشت و می‌توانست بدون درد سر عقاید مخالف خود را ابراز کند.[۵۸][۶۲] در طی حدود ۳۰ سال اقامت در قلاع اسماعیلیه در مورد مذهب خواجه طوسی نظرات گوناگونی وجود دارد. به بیان حمید ملک مکان «فعالیت‌های علمی متعدد، کتاب‌ها و رساله‌هایی که وی در زمینه‌های مختلف نوشته، و نیز مدت طولانی ای که با اسماعیلیان زندگی کرده و با آنان حشر و نشر داشته است، عامل مهمی در اختلاف آرا و اقوال دانشمندان و نویسندگان دربارهٔ وی شده است.»[۵۴] از طرفی «علمای اثناعشری که خواجه را امامی می‌دانند مصرانه منکرند خواجه به کیش اسماعیلی درآمده بوده و صحت انتساب رسالات اسماعیلی بدو را که در میان اسماعیلیان محفوظ مانده است، انکار می‌کنند.»[۵۴] برخی از آن‌ها با قبول انتساب این رسالات به او آن‌ها را محصول تقیه خواجه برای حفظ جان خود در دوره اسارت می‌دانند. این نظر با تغییر مقدمه اخلاق ناصری منتسب به خواجه تقویت می‌شود، چرا که در آنجا تصریح می‌کند که «به حکم اضطرار بر اسماعیلیان وارد شده و مقدمه کتاب را بر طبق عقیده آنان، نه اهل شریعت و سنت نگاشته است.»[۵۴] عده‌ای هم بر این باورند که خواجه در این دوران واقعاً تحت تأثیر عقاید اسماعیلیان قرار گرفته و به کیش ایشان روی خوش نشان داده بود.[۵۹][۶۱][۶۳]

## خانواده
خواجه نصیر سه پسر از خود به یادگار نهاد: صدرالدّین علی، فرزند بزرگ او که همواره در کنار پدر و همگام با او بود و در فلسفه، نجوم و ریاضی بهره کافی داشت. دومین فرزندش اصیل الدین حسن نیز اهل دانش و فضیلت بود و در زمان حیاتش اغلب به امور سیاسی مشغول بود.

## درگذشت
تاریخ درگذشت وی ۱۸ ذیقعده ۶۷۳ ه‍.ق است؛ و در حرم کاظمین و پایین پای دو امام به خاک سپرده شده است. بنا به وصیتش بر روی سنگ مزارش این آیه قرآن از سوره کهف را نگاشتند: «وَ کَلْبُهُمْ باسِطٌ ذِراعَیْهِ بِالْوَصید» = «و سگشان (به حالت پاسبانی) دو دست خویش بر درگاه (غار) گشاده بود».

## آثار
زندگی او بر پایه دو هدف اخلاقی و علمی بنا نهاده شده بود. او در بیشتر زمینه‌های دانش و فلسفه، تألیفات و رساله‌هایی از خود به یادگار گذاشته که بیشتر عربی هستند، اما ۲۵ درصد نوشته‌های وی به زبان پارسی بوده‌اند.
خواجه نصیرالدین طوسی برخلاف ابن سینا اقدامی برای ترجمه لغت‌های عربی و به وجود آوردن اصطلاحات فارسی به جای اصطلاحات عربی نکرد و همان واژه‌های رایج روزگار خود را در آثار فارسی به کار برد.
از معروفترین آثار او به پارسی، «اساس الاقتباس» و «اخلاق ناصری» را می‌توان یاد کرد. وی در اخلاق ناصری رستگاری راستین انسان‌ها را در «سعادت نفسانی»، «سعادت بدنی» و «سعادت مدنی» می‌داند و این نکته نشان می‌دهد که خواجه در مسایل مربوط به بهداشت جسمانی و روانی هم کارشناس بوده است.
خواجه نصیر حدود یکصد و نود کتاب و رسالهٔ علمی در موضوعات متفاوت به رشتهٔ تحریر درآورد. که ذیلاً به برخی از آن‌ها اشاره می‌شود:
1. تجرید الاعتقاد: که در موضوع کلام نگاشته شده و به دلیل اهمیت فوق‌العاده آن مورد توجه دانشمندان قرار گرفته و شرحهای بسیاری پیرامون آن نوشته شده است.
2. شرح اشارات بوعلی سینا: این کتاب شرحی بر اشارات بوعلی سینا است.
3. قواعد العقاید
4. اخلاق ناصری یا اخلاق طوسی
5. آغاز و انجام
6. اوصاف الاشراف
7. تحریر مجسطی
8. تحریر اقلیدس
9. تجریدالمنطق
10. تلخیص المحصل
11. اساس الاقتباس
12. زیج ایلخانی
13. آداب البحث
14. آداب المتعلمین
15. روضةالقلوب
16. اثبات بقاء نفس
17. تجرید الهندسه
18. اثبات جوهر
19. جامع الحساب
20. اثبات عقل
21. جام گیتی نما
22. اثبات واجب الوجود
23. الجبر و الاختیار
24. استخراج تقویم
25. خلافت نامه
26. اختیارات نجوم
27. رساله در کلیات طب
28. ایام و لیالی
29. علم المثلث
30. الاعتقادات
31. شرح اصول کافی
32. کتاب الکل
33. ترجمهٔ صورالکواکب
34. تعدیل المعیار فی نقد تنزیل الافکار
35. تصورات یا روضةالتسلیم
36. رساله تولا و تبری[۷۱]
37. معیار الاشعار[۷۲] (در تعریف شعر و علم عروض و قافیه)

## شاگردان
- جمال‌الدین حسن بن یوسف مطهر حلی (علامه حلی، درگذشته ۷۲۶ ه‍.ق) او از دانشوران بزرگ شیعه بود که آثار گران‌سنگی از خود به جای نهاد. وی شرح‌هایی نیز بر کتاب‌های خواجه نگاشت.
- کمال‌الدین میثم بن علی بن میثم بحرانی (ابن میثم بحرانی، درگذشته ۶۷۹ یا ۶۹۹ ه‍.ق) او حکیم، ریاضیدان، متکلم و فقیه بود و عالمان بزرگی از محضرش استفاده کردند. وی گرچه در رشته حکمت زانوی ادب و شاگردی در مقابل خواجه بر زمین زد، از آن سو خواجه از درس فقه وی بهره‌مند شد. این محقق بحرینی شرح مفصلی بر نهج‌البلاغه نوشته که به شرح نهج‌البلاغه ابن میثم معروف است.
- محمود بن مسعود بن مصلح کازرونی (قطب‌الدین شیرازی، درگذشته ۷۱۰ ه‍.ق) او از شاگردان ممتاز خواجه است وی در چهارده سالگی به جای پدر نشست و در بیمارستان به طبابت پرداخت. سپس به شهرهای مختلفی سفر کرد و علم هیئت و اشارات ابوعلی را از محضر خواجه نصیر فرا گرفت. قطب‌الدین کتاب‌هایی در شرح قانون ابن سینا و در تفسیر قرآن نوشته است.
- کمال‌الدین عبدالرزاق شیبانی بغدادی (ابن فوطی، درگذشته ۷۲۳ ه‍.ق) او مذهب حنبلی داشت و معروف به ابن الفُوَطی بود. این دانشمند مدت زیادی در محضر خواجه علم آموخته است. وی از تاریخ‌نویسان معروف سده هفتم است و کتابهای معجم‌الآداب، الحوادث‌الجامعه و تلخیص معجم‌الالقاب از آثار اوست.
- سید رکن‌الدین استرآبادی (متوفی ۷۱۵ ه‍.ق) از شاگردان و همراهان خاص خواجه بوده و شرح‌هایی بر کتابهای استاد خویش نوشته و علاوه بر تواضع و بردباری، از احترامی افزون برخوردار بوده است. وی در تبریز به خاک سپرده شده است.
- علامه کمال الدین حسین اخلاطی (متوفی ۸۰۸) فرزند میر زین العابدین سیدعلی زوردانی از اکابر قاینات. ایشان در زمان حمله مغول، همگامی که خواجه نصیر در قلعه کوه قاین کتاب اخلاق ناصری را می‌نوشت، ملازم و شاگرد او بود.

برخی دیگر از شاگردان خواجه نصیر عبارتند از:
- ابراهیم حموی جوینی
- اثیرالدین اومانی
- مجدالدین طوسی
- مجدالدین مراغی

## از نظر دیگران
احمد کسروی دربارهٔ وی چنین گفته: «خواجه نصیر آن مرد بی‌دین شکم‌پرست که گاهی باطنی می‌بوده و گاهی شیعه می‌گردیده، «لعنت‌نامه» ای ساخته.» وی همچنین در جایی دیگر چنین گفته: «به گفته مسیو ماربین، نصیرالدین توسی کار بسیار نیکی کرده که در زمان تاخت مغولان و در چنان هنگام، گرفتاری، کینهٔ شیعی و سنی را فراموش نساخته و مغولان را به سر بغداد برده و کینه از دشمنی خاندان علی جسته است. این بوده آرزویش که شیعیان همیشه چنان باشند و هیچگاه کینهٔ سنیان را از دل بیرون نکرده به کارهای دیگری نپردازند.»
ویکنز (مترجم اخلاق ناصری به زبان انگلیسی): خواجه نصیرالدین طوسی دارای روحی نیرومند و حساس بوده که گرفتار تحولات شدید سیاسی و معنوی گشته است و در عین این گرفتاریها به گونه ای سخن گفته است که تو گویی با مردم این روزگار در نیمه دوم قرن بیستم سخن می‌گوید.
علامه حلی: [خواجه نصیر] کان افضل اهل عصره فی العلوم العقلیه و النقلیه و کان اشرف من شاهدناه فی الاخلاق: [خواجه نصیر] بهترین زمانه خود در علوم عقلی و نقلی و با اخلاق‌ترین فردی بود که تا به حال دیده بودیم.
علامه جعفری: دانشگاهی ذاتاً حوزوی است و حوزوی ذاتاً دانشگاهی همان طوری که در طول تاریخ سراغ داریم، خواجه نصیرالدین تجسمی از این دو نهاد بزرگ جامعه بشری است.
علامه حسن‌زاده آملی: خواجه نصیرالدین طوسی انسانی است قرآنی که قلم و قدم و سیاست عملی او تمامٹ برای رضای خدا بوده است.